# Моргот
Мелкор је у универзуму Господара прстенова био најмоћнији од Аинура (касније названи Валари). Аинури су силе које су обликовале свет из Господара прстенова, Еу, или Арду. Аинуре је створио Еру, Једини, који се на вилењачком језику зове и Илуватар. Њима је дата моћ да, стварајући главну песму кроз четири теме, обликују и створе горепоменути свет. Ове четири теме се зову и музика Аинура, које је и друго име за универзум Господара прстенова. Како су Аинури певали, тако се стварала визија света који је касније Илуватар створио, а они га обликовали. 
Мелкор је створен као најмоћнији Аинур. По моћи му је једино Манве био сличан. Мелкоров удео у темама је био највећи. Иако је музика Аинура замишљена као заједничко дело, он је хтео да у том делу буде главни, и вођа другим Аинурима. 
"Али сад је Илуватар седео и слушао, и дуго му се то чињаше добро, јер у музици не беше мана. Али док се тема разбијала, дође у срце Мелкору да уплете садржаје своје замисли које не беху у складу с темом Илуватара; јер је настојао да у њој увећа моћ и славу удела њему додељеног“
Име Моргот, доделио је Мелкору, Феанор, вилењак из клана Нолдора, творац Силмарила, након што му је Моргот убио оца Финвеа и украо све вредне драгуље из Форменоса. Моргот у преводу значи црни непријатељ. 
Моргот је многа бића завео и искварио служећи се лажима и даровима. Он је вилењаке које би заточио, окрутно мучио док на крају није добио потпуно нову расу, ужасних, искварених слугу - орке. Многи Мајари су били привучени његовим сјајем пре његовог спуштања у таму и отуђења од других Аинура. Балрози су били неки од њих. Најоданији слуга и генерал, касније заменик, био му је Саурон или Гортаур Сурови, такође Мајар. Саурон, односно како се пре пребега Морготу звао, Маирон, служио је марљиво код Вале Аулеа, ковача и творца седам очева патуљака. Од њега је научио занат, и то знање касније је искористио приликом ковања Јединственог прстена. Саурон се спомиње као главни негативни лик, наследник титуле мрачног господара у "Господару прстенова."